# Montfortula brevirimata
Montfortula brevirimata is een slakkensoort uit de familie van de Fissurellidae. De wetenschappelijke naam van de soort is voor het eerst geldig gepubliceerd in 1862 door Deshayes.